# Cladorhynchus
Cladorhynchus is een geslacht van vogels uit de familie kluten (Recurvirostridae). Het geslacht telt één soort.

## Soorten
- Cladorhynchus leucocephalus – Bandsteltkluut